# 49469 Emilianomazzoni
49469 Emilianomazzoni este un asteroid din centura principală de asteroizi.

## Descriere
49469 Emilianomazzoni este un asteroid din centura principală de asteroizi. A fost descoperit pe 15 ianuarie 1999 la Monte Agliale de Saura Donati. Asteroidul prezintă o orbită caracterizată de o semiaxă mare de 3,20 ua, o excentricitate de 0,10 și o înclinație de 7,9° în raport cu ecliptica.